# Faculteit (onderwijs)
Een faculteit is een hoofdafdeling van een hogeschool of universiteit. In een faculteit is een aantal verwante opleidingen en onderzoeksgroepen verenigd. De term werd van oudsher alleen gebruikt door universiteiten, maar tegenwoordig ook steeds meer door hogescholen.
In internationale betrekkingen moet men er rekening mee houden dat er in de Engelse taal een semantische tweedeling bestaat: het woord faculty wordt zowel voor het instituut gebruikt als voor het academisch personeel van het instituut.

## Ontstaan
De faculteit vindt haar oorsprong aan de middeleeuwse Universiteit van Parijs, die vier faculteiten kende: Rechtsgeleerdheid, Godgeleerdheid, Geneeskunde en de "Faculteit der Kunsten", waarbij die term verwees naar de zeven vrije kunsten. Deze indeling is ruwweg overgenomen door latere universiteiten, waarbij verdere onderverdelingen hebben plaatsgevonden, maar ook nieuwe vakgebieden zijn opgenomen als faculteiten. Zo hebben veel "klassieke" universiteiten faculteiten voor (toegepaste) wetenschappen, letteren, sociale wetenschappen en economische wetenschappen en geneeskunde. Faculteiten voor geneeskunde zijn hierbij doorgaans te vinden in of nabij een academisch ziekenhuis (in Nederland UMC genoemd), zodat de medische studenten gemakkelijk naar dit ziekenhuis kunnen gaan voor praktijkoefeningen. De overige faculteiten zijn te vinden in het universiteitsgebouw. In Nederland ontwikkelden de ingenieurswetenschappen zich naar een "gespecialiseerde" technische universiteit, die zelf doorgaans ook meerdere faculteiten kent.

## Organisatie
Een faculteit staat onder leiding van een decaan, bijgestaan door een managementteam. Hierin hebben vaak een portefeuillehouder 'onderwijs' en een portefeuillehouder 'onderzoek' zitting, naast een directeur bedrijfsvoering.
Het faculteitsbestuur of de decaan voeren regelmatig overleg met de faculteitsraad. Dit medezeggenschapsorgaan is verkozen uit het personeel en de studenten van de faculteit. Aan Nederlandse universiteiten met een zogeheten "gedeeld model" van medezeggenschap vindt men een facultaire studentenraad en een orgaan dat het personeel vertegenwoordigt, "onderdeelcommissie" geheten.

## Omvang
Een faculteit is doorgaans geen aparte juridisch eenheid. Een faculteit kan duizenden studenten hebben en honderden personeelsleden. Faculteiten met dezelfde naam aan een verschillende instelling hoeven niet dezelfde vakken te geven. In Vlaanderen, en voorheen ook in Nederland, worden grote universitaire faculteiten soms onderverdeeld in departementen of subfaculteiten. Zo kent de faculteit politieke en sociale wetenschappen de subfaculteiten politieke wetenschappen, communicatiewetenschappen, sociologie en sociale wetenschappen. Een interfacultair instituut maakt deel uit van meer dan een faculteit.